# Creu del Rosselló
La Creu del Rosselló és una obra del municipi de Súria (Bages) inclosa en l'Inventari del Patrimoni Arquitectònic de Catalunya.

## Descripció
Es tracta d'una creu de pedra erigida probablement en record d'una batalla entre combatents francesos i miquelets ocorreguda en aquella zona a finals del XVII. El monument s'estructura amb una peanya quadrangular, esglaonada, formada per carreus de diversos tipus lligats per morters diferents (estudis tècnics del monument atribueixen aquest fet a antigues intervencions practicades a l'element de les quals no hi ha constància documental).

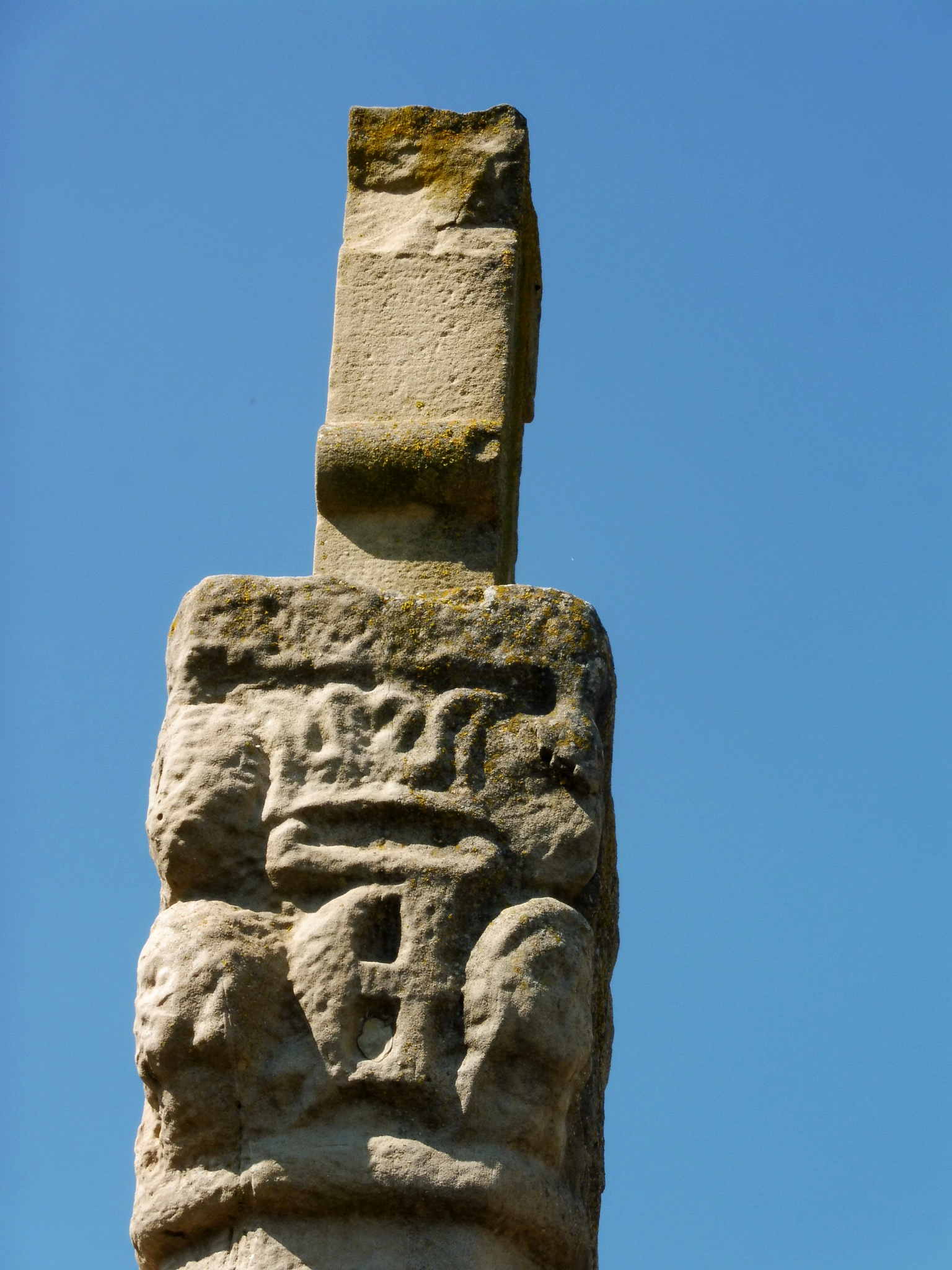
Detall del capitell

 Damunt aquesta peanya, un contrapès de premsa, reaprofitat, fa les funcions de base de sustentació. Al centre de la base s'aixeca el fust octogonal de cares amb la superfície llisa. Està coronat per un capitell-magolla, de secció tronco-piramidal, profusament decorat amb motius esculpits, alguns encara indesxifrables. En tres de les seves cares hi ha un escut heràldic: la lletra A (grafia gòtica) coronada; mentre que a la cara Oest, hi ha un personatge, aparentment masculí, amb cabells llargs i barret amb casquet arrodonit. Sembla estar ajupit, amb els genolls doblegats i com si sostingués, amb braços i mans, alguna llança o escopeta. A cadascuna de les arestes hi ha esculpits dos caps, els superiors masculins i els inferiors, probablement femenins.
De la creu pròpiament dita només s'ha conservat la part inferior del braç longitudinal encastat a la magolla. Presenta la superfície llisa i el perfil ressaltat per un rivet o sanefa.

## Història
L'any 1941, al padró de béns immobles de Súria, la creu apareix amb el nom Creu de Perpinyà. Malgrat tot la tradició popular l'ha anomenat Creu del Rosselló. Probablement fou erigida pels familiars de combatents francesos morts pels miquelets durant les guerres amb França durant el segle xvii en memòria d'una batalla ocorreguda en aquelles contrades. Amb motiu de la guerra civil, la creu patí destrosses efectuades per una partida anarquista. Els trossos trencats foren abandonats per la rodalia i mai més recuperats.
L'any 2000 es va practicar una restauració arqueològica i conservadora del monument.